# Belur, Karnataka
Belur (kanareška izgovorjava: [beːluːru]) je mesto in taluk v okrožju Hasan v zvezni državi Karnataka v Indiji. Mesto je znano po templju Čenakešava, posvečenem Višnuju, enem najboljših primerov arhitekture Hojsala in največjem kompleksu hindujskih templjev, ki se je ohranil iz tradicije Karnata-Dravida pred 14. stoletjem. Zgodovinsko mesto, ki ga je navdihnilo učenje Ramanudžačarje, je bilo romarsko središče vaišnavskih hinduistov vsaj od 12. stoletja. To je bila tudi prva prestolnica dinastije Hojsala, preden so zgradili Dvarasamudro (sodobni Halebid).
Belur je tudi mestni občinski svet in taluka. Spomenika Hojsala v Belurju in Halebiduju sta bila predlagana na poskusni Unescov seznam svetovne dediščine.

## Geografija
Belur je na bregovih reke Jagači v okrožju Hasan v južni Karnataki. To je približno 40 kilometrov severozahodno od Hasana in približno 16 kilometrov zahodno od slavnih hindujskih in džainističnih templjev v Halebidu. Mesto je približno 217 kilometrov zahodno od Bangaloreja (koda IATA: BLR), približno 3,5 ure vožnje, dostopno s štiripasovno avtocesto NH75 skozi Hasan. Najbližji železniški postaji Belurju sta Hassan Junction in Chikkamagaluru Railway Station. Najbližje letališče Belurju je 160 km oddaljeno mednarodno letališče Mangalore.
Belur leži na višini 979 metrov nad srednjo gladino morja, zaradi česar je najvišje ležeče mesto v okrožju Hasan.

## Zgodovina
Belur je blizu vznožja vzhodno od Zahodnih Gatov. To in bližnji Halebidu sta dobro povezana s severno Karnatako, zahodnim Andra Pradešem in severnim Tamil Nadujem. Okoli te regije je med 10. in 14. stoletjem na oblast prišla dinastija Hojsaḷa, katere zgodovina je nejasna. Po lastnih napisih iz 11. in 12. stoletja so bili potomci korenin Krišna-Baladeva in Jadavov iz Maharaštre. Poročila sta se v hindujsko dinastijo Kaljana Čalukja, znano po templju in umetniški tradiciji. Nekateri zgodovinarji so dvomili o zanesljivosti teh napisov kot o morebitni mitozgodovini, ki domnevajo, da so bili Hojsali lokalna hindujska družina – hribovski poglavar iz Zahodnih Gatov, ki so ga spominjali po tem, da je ubil tigra ali leva, in so prevzeli oblast ter čez čas razširili svoje ozemlje od 10. stoletja.
Belur je bil zgodnja prestolnica imperija Hojsala v 11. stoletju, preden so zgradili Dorasamudro (sodobni Halebid). Glede na napise, odkrite tukaj, se je v obdobju Hojsala imenoval Velur ali Velapuri. Belur je ostal poznejša prestolnica skozi 14. stoletje. Mesto so cenili Hojsale in so ga v kasnejših napisih omenjali kot »zemeljska Vaikuntha« (Višnujevo bivališče) in »Dakšina Varanasi« (južno sveto mesto Hindujcev). V zgodnjem 12. stoletju je kralj Hojsala Višnuvardhana srečal hindujskega filozofa Ramanujačarjo – slovitega po svojih idejah o šri vaišnavizmu. Belurjev profil se je nato dvignil in postal mesto vaišnavskih templjev in samostanov. Ostal je romarsko središče vaišnavskih hinduistov.

## Spomeniki
Belur je dom številnih spomenikov:
- Tempelj Čenakešava, Belur – velik kompleks hindujskih templjev Hojsala, povezan z Višnujem, iz zgodnjega 12. stoletja. Glavni tempelj se je prvotno imenoval tempelj Vidžaja-Narajana, ki ga je zgradil kralj, in je obdan s številnimi manjšimi templji, ki so jih zgradili kraljica Hojsala, generali in trgovci, pripadajoči samostan, brahmanske rezidence, preprost puškarini (tempeljski rezervoar za vodo) , romarska pečnica, kuhinja in shramba za žito. Visoka gopura je vidna od daleč.
- Tempelj Sankarešvara – najstarejši tempelj v Belurju, je pred kompleksom templjev Višnuvardhana Čenakešava. Imenuje se tudi tempelj Šankaralingešvara, posvečen Šivi, in je približno 400 metrov severozahodno od gopure templja Čenakešava. Tempelj ima šikaro v slogu phamsana, kvadratni arhitekturni tloris, opazen sukhanasi, veliko preprostejšo umetnino, z ruševinami njegove mandape, raztresene v bližini.[11]
- Tempelj Pathalešvara – majhen Šivin tempelj v slogu Hojsala z lepimi umetninami, približno 600 metrov vzhodno od gopure templja Čenakešava.
- Ruševine templja Amruthešvara – tempelj z velikim tempeljskim rezervoarjem, obnovljen in razširjen z mandapo v obdobju Vidžajanagara-Najaka, vendar poškodovan in njegovi deli raztreseni po padcu Vidžajanagare. Tempelj je približno 800 metrov južno od gopure templja Čenakešava. Zagotavlja kontrast med arhitekturnima slogoma Hojsala in Vidžajanagara.

## Bližnji spomeniki
- Tempelj Hojsalešvara, Halebidu: je 16 km od Belurja, bil je glavno mesto Hojsale in se je prej imenoval Dvarasamudra. Ima še eno znamenito zbirko hindujskih in džainističnih templjev, ki prikazujejo arhitekturo in umetnine Hoysala iz 12. stoletja.
- Tempelj Bucesvara, Koravangala – tempelj dvojček v bližini mesta Hasan, ki sintetizira tradicije hindujske arhitekture pred Hojsalo, vključuje umetniška dela vseh treh glavnih hindujskih tradicij
- Tempeljski kompleks Nagešvara-Čenakešava, Mosale – še en večji tempeljski kompleks v bližini mesta Hasan, ki skupaj predstavlja šivaistično in vaišnavsko tradicijo
- Tempelj Veera Narajana, Belavadi – glavni kompleks treh svetišč, približno 25 kilometrov od Belurja, s čudovitimi rezbarijami, ohranjeno nadgradnjo Vesare in galaksijo umetnin iz vseh hindujskih tradicij
- Tempelj Lakšminarasimha, Džavagal – trojno svetišče iz 13. stoletja, z galaksijo umetniških del iz vseh hindujskih tradicij; Arhitektura Vesara, kjer edikula na zunanjih stenah prikazuje številne glavne različice slogov Dravida in Nagara šikare; je približno 25 kilometrov severovzhodno od Belurja.
- Tempelj Lakšminarasimha, Haranhali – še eno trojno svetišče iz 13. stoletja, hindujski tempelj, s kompleksno dvonadstropno arhitekturo Vesara, posvečeno Višnujevim avatarjem, vendar vključuje glavne reliefe šaivizma in šaktizma; približno 45 kilometrov severovzhodno od Belurja.
- Tempelj Išvara, Arasikere – hindujski tempelj v arhitekturi Vesara in Hojsala za Šivo, ki ponazarja hindujsko arhitekturo v slogu kupole za mandapo, zgrajeno približno sto let pred prvo invazijo na Delhijski sultanat in začetkom dekanske različice indo-islamske arhitekture. Je približno 60 kilometrov vzhodno od Belurja.
- Tempelj Lakšmi Devi, Dodagadavali – eden najzgodnejših templjev Hojsala, štiri svetišča in lepo izrezljana
- Šravanabelagola, Čanarajapatna: velika skupina številnih džainističnih in hindujskih spomenikov; je približno 75 kilometrov jugovzhodno od Belurja ob nacionalni cesti 75, enega najpomembnejših romarskih krajev digambarskega džainizma v južni Indiji.
- Skupina templjev Nugehali – približno 80 kilometrov vzhodno od Belurja, z domiselno strukturo, zaradi katere so tri svetišča od zunaj videti kot eno svetišče; arhitektura Vesara iz 13. stoletja
- Tempelj Kesava, Somanathapura: je približno 180 kilometrov jugovzhodno od Belurja, drugega mesta velikega templja Hojsala iz 13. stoletja in umetnosti, posvečenih Krišni in drugim oblikam Višnuja.

- Tempelj Hojsalešvara, Halebidu
- Tempelj Veera Narajana, Belavadi
- Tempelj Lakšminarasimha, Džavagal
- Tempelj Išvara, Arasikere
- Šravanabelagola